# Spring (gruppo musicale britannico)
Gli Spring sono stati un gruppo musicale inglese, considerato uno dei più importanti gruppi del progressive inglese minore.

## Storia
Nati a Leicester nel 1970, gli Spring pubblicarono un solo album omonimo, giudicato uno dei capolavori del cosiddetto rock progressivo di stampo romantico. L'album è celebre per le raffinate sonorità e l'equilibrio che si viene a creare fra le melodie e gli arrangiamenti. Lo stile, a tratti, rimanda ai primi King Crimson e ai Moody Blues. Gli Spring si sciolsero solo due anni più tardi (anche a causa del fallimento della casa discografica Neon). Dopo lo scioglimento quasi tutti i cinque artisti divennero sessionman per altri gruppi (Pick Withers è poi andato a far parte dei Dire Straits).

## Formazione
- Pat Moran: mellotron - voci.
- Kips Brown: organo - piano - mellotron.
- Ray Martinez: chitarre - mellotron.
- Adrian Maloney: basso - chitarra.
- Pick Withers: batteria - glockenspiel.

## Discografia
- 1971 - Spring